# Басовкутское городище
Басовкутское городище (укр. Басівкутське городище) — древнерусское городище XI—XII веков, расположенное в городской черте Ровно на берегу реки Устье. Относилось к Волынскому княжеству. Названо по имени бывшего села Басов Кут, именем которого названо и близлежащее Басовкутское водохранилище.
Городище построено на мысу высотой 7—9 м. С трёх сторон оно в древности было окружено заболоченными низменностями и поймой реки, а с напольной стороны площадка отрезана от возвышенности дугообразным в плане рвом шириной до 15 м, который в древности был заглублён до уровня поймы, но на сегодняшний день частично распахан.
Размеры укреплённой площадки составляют 105×30-45 м (площадь 0,4 га), по её периметру сохранился вал высотой от 1,5 до 2,5 м (с южной стороны). Вдоль южной и восточной сторон вал повреждён окопами. Площадка имеет естественное понижение до северного края, где сохранилась округлая впадина диаметром 10 м и глубиной 1 м. Вероятно, это следы древнего колодца.
Рядом с укреплённым поселением выявлено крупное селище X—XIII веков площадью 3—4 га.
В 1960 году городище обследовалось Павлом Раппопортом, в 1997—2001 годах — Богданом Прищепой.

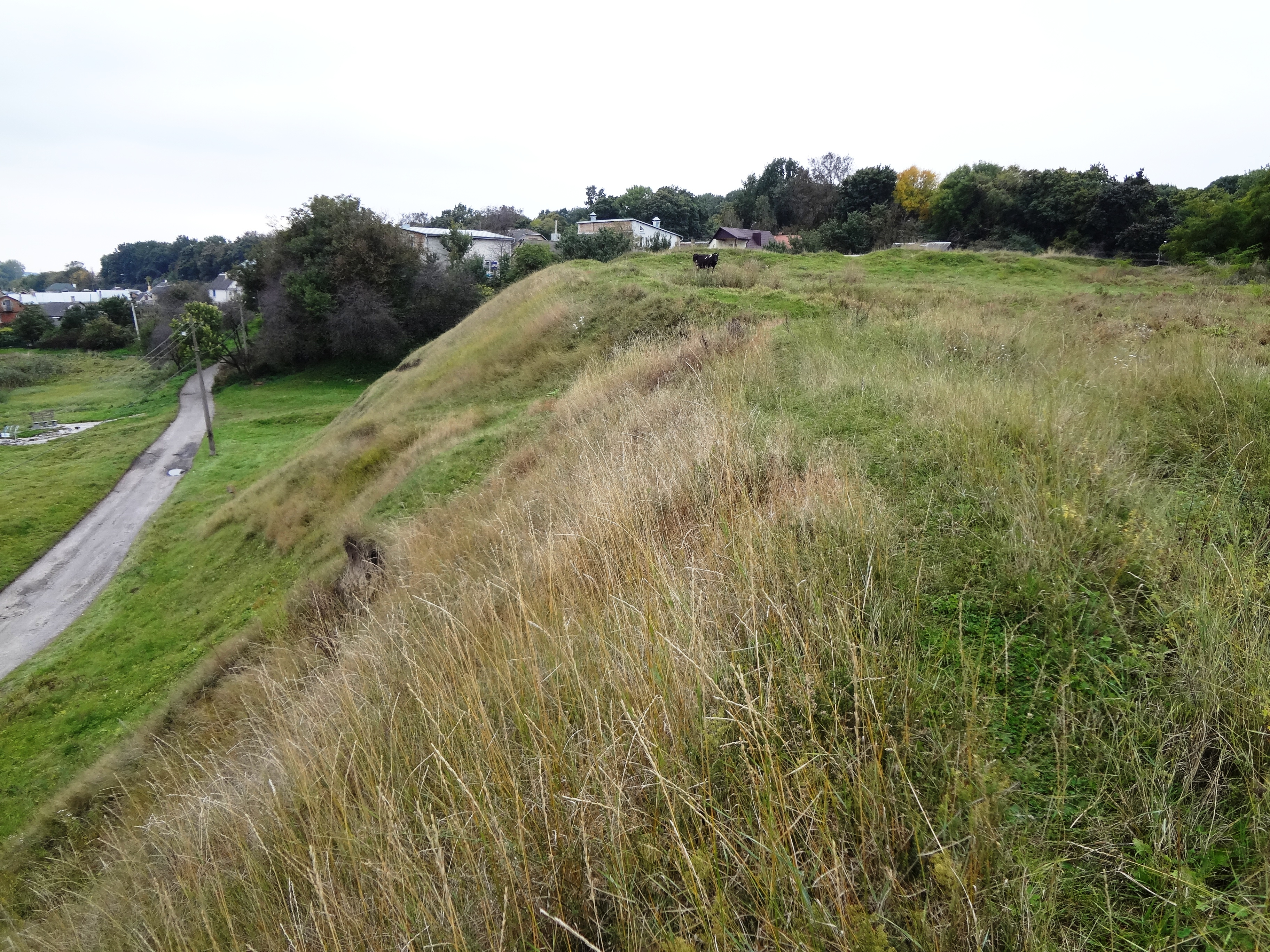
Вид с вала городища
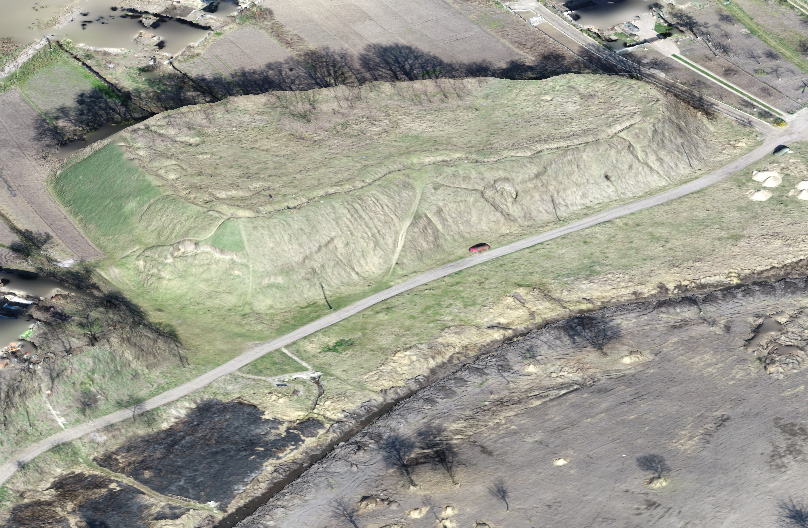
3D-модель
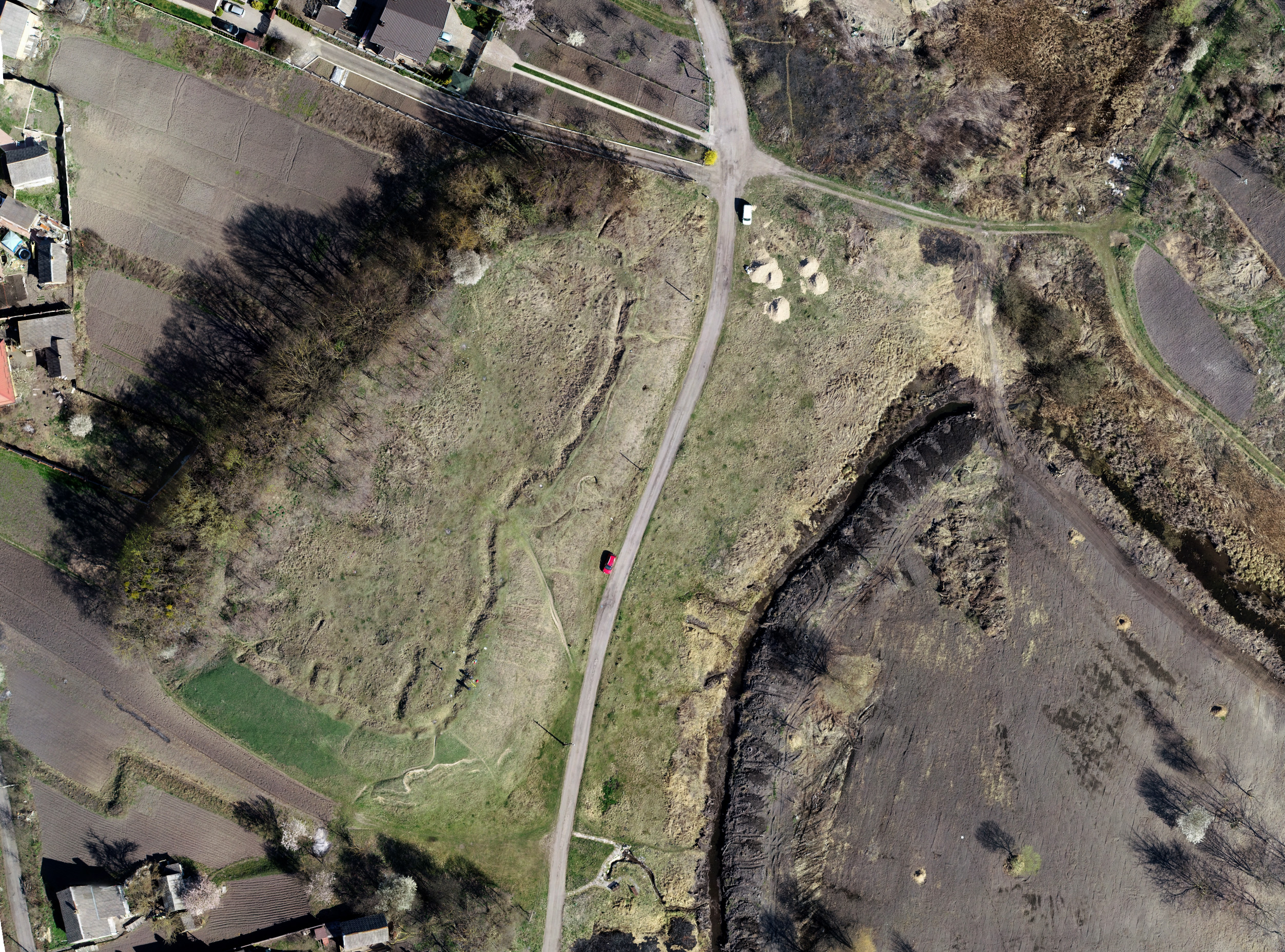
Вид сверху
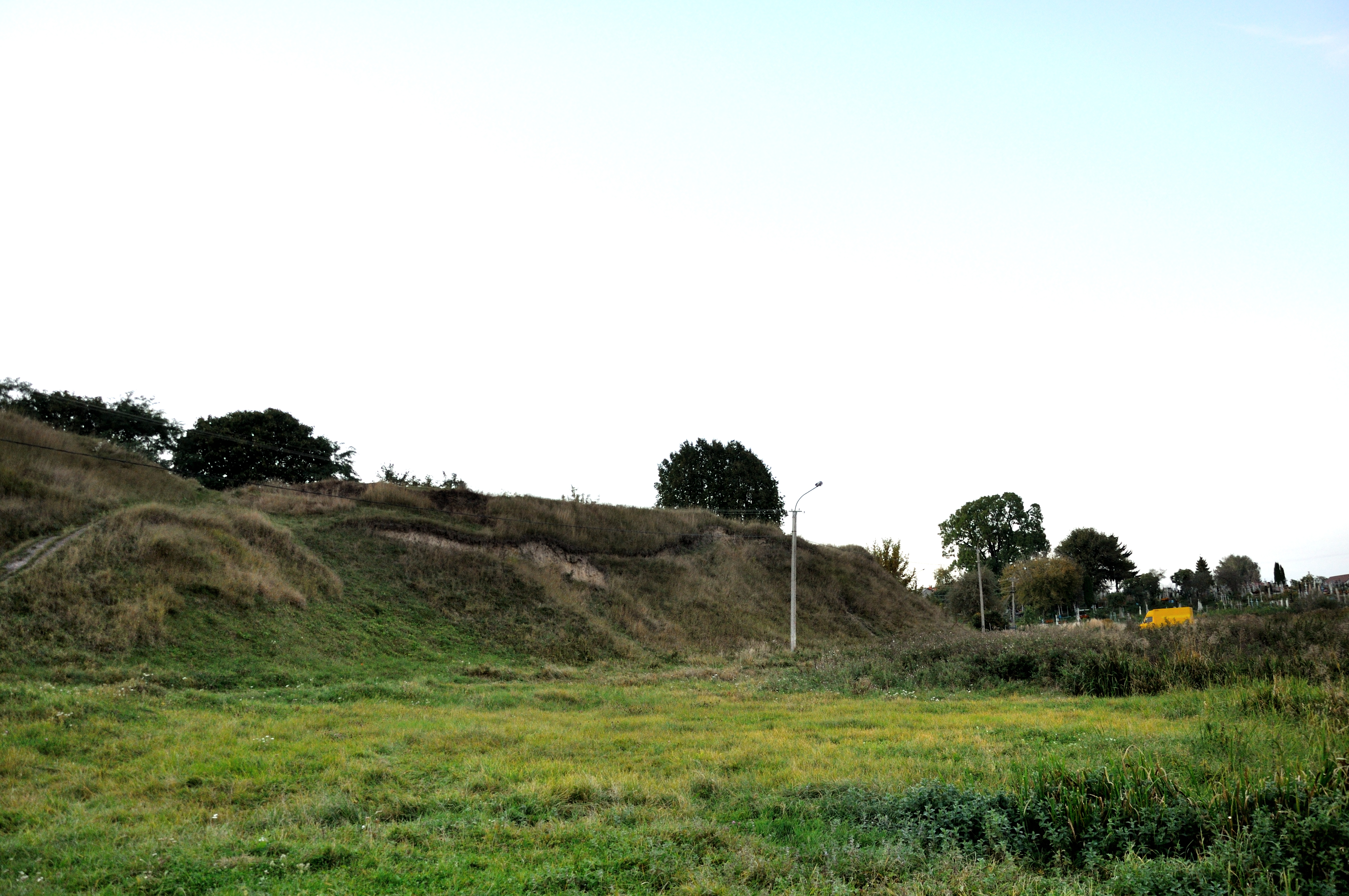
У подножия